# 新登县
新登县，中国旧县名，在今浙江省杭州市境。
五代十国时，吴越国改新城县为新登县。北宋时复名新城县。民国初年，因有多个新城县，逐于1914年改为新登县。1954年时，属建德专区。1958年，撤消建德专区，新登县则并入桐庐县。1961年复置富阳县，其地划入富阳县，现为杭州市富阳区新登镇。